# Llangardaix cocodril
El llangardaix cocodril (Shinisaurus crocodilurus) és una espècie de sauròpsid (rèptil) escatós autòcton de la Xina, l'únic pertanyent al gènere Shinisaurus, de la família Xenosauridae.